# Вайпіо-Ейкерс (Гаваї)
Вайпіо-Ейкерс (англ. Waipiʻo Acres) — переписна місцевість (CDP) в США, в окрузі Гонолулу штату Гаваї. Населення — 5531 особа (2020).

## Географія
Вайпіо-Ейкерс розташоване за координатами 21°28′8″ пн. ш. 158°1′2″ зх. д. / 21.46889° пн. ш. 158.01722° зх. д. (21.468858, -158.017314).  За даними Бюро перепису населення США в 2010 році переписна місцевість мала площу 2,60 км², уся площа — суходіл.

## Демографія
Згідно з переписом 2010 року, у переписній місцевості мешкало 5236 осіб у 1822 домогосподарствах у складі 1232 родин. Густота населення становила 2018 осіб/км².  Було 1928 помешкань (743/км²).
Расовий склад населення:
| - 35,4 % — азіатів - 19,1 % — білих - 8,6 % — вихідців з тихоокеанських островів - 3,3 % — чорних або афроамериканців - 0,4 % — корінних американців - 1,6 % — осіб інших рас |

До двох чи більше рас належало 31,6 %. Частка іспаномовних становила 13,4 % від усіх жителів.
За віковим діапазоном населення розподілялося таким чином: 23,8 % — особи молодші 18 років, 65,1 % — особи у віці 18—64 років, 11,1 % — особи у віці 65 років та старші. Медіана віку мешканця становила 34,2 року. На 100 осіб жіночої статі у переписній місцевості припадало 102,9 чоловіків;  на 100 жінок у віці від 18 років та старших — 102,1 чоловіків також старших 18 років.
Середній дохід на одне домашнє господарство  становив 68 746 доларів США (медіана — 60 887), а середній дохід на одну сім'ю — 79 106 доларів (медіана — 69 850). Медіана доходів становила 51 722 долари для чоловіків та 36 065 доларів для жінок. За межею бідності перебувало 16,4 % осіб, у тому числі 26,5 % дітей у віці до 18 років та 4,1 % осіб у віці 65 років та старших.
Цивільне працевлаштоване населення становило 2454 особи. Основні галузі зайнятості: роздрібна торгівля — 16,5 %, мистецтво, розваги та відпочинок — 15,5 %, освіта, охорона здоров'я та соціальна допомога — 14,8 %.